# MDR Jump

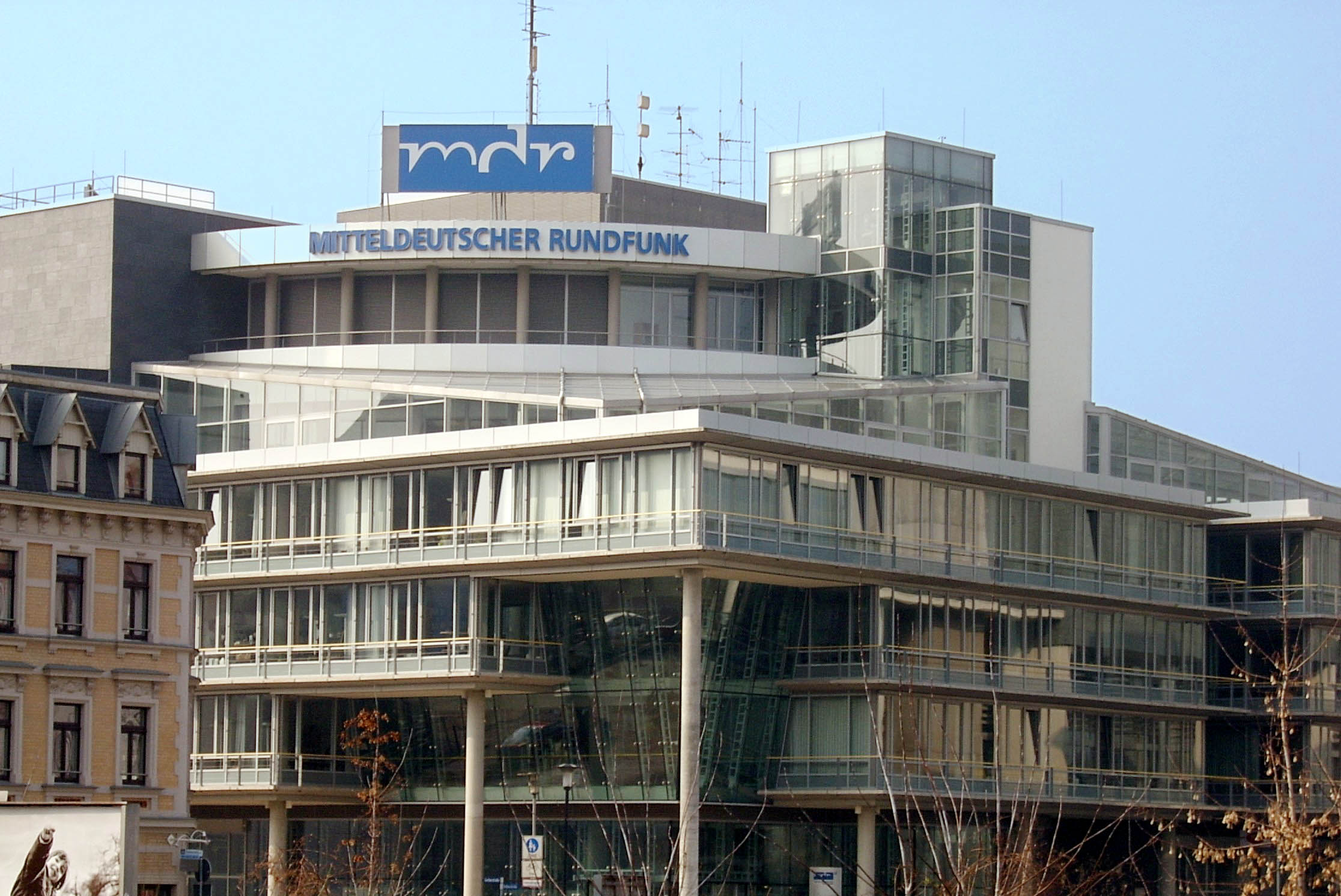
Sitz des Senders in Halle (Saale)

MDR Jump (eigene Schreibweise: MDR JUMP) ist die Popwelle des Mitteldeutschen Rundfunks, deren Kernzielgruppe insbesondere Personen zwischen 14 und 49 Jahren sind. Produziert wird MDR Jump in der Hörfunkzentrale des Mitteldeutschen Rundfunks in Halle (Saale).

## Geschichte
Vorläufer von MDR Jump war das nach der Gründung des Mitteldeutschen Rundfunks im Januar 1992 als Pop- und Servicewelle mit Produktion in Leipzig auf Sendung gegangene MDR Life. Es orientierte sich – im Vergleich zu ähnlichen Angeboten westdeutscher ARD-Anstalten – zu diesem Zeitpunkt deutlich stärker an Format und Aufbereitung von Privatradios. Diese gab es im MDR-Life-Sendegebiet bis zum Juli 1992 nicht. Somit hatte das Programm ein halbes Jahr keine private Konkurrenz. Erster Programmchef war Niels N. von Haken. In dieser Zeit wurde eine große Hörerschaft aufgebaut, die auch noch längere Zeit nach Start des privatrechtlichen Hörfunks bestand. Spürbar ab 1997/98 aber verlor der Sender deutlich an Hörern. Das Programm wurde einige Male mit dem Ziel der Steigerung der Hörerzahl reformiert, mit mäßigem Erfolg. Im Jahr 1999 fiel schließlich auch unter dem Eindruck, dass mit dem Namen „MDR Life“ ein bestimmtes Image fest verbunden war, die Entscheidung, das Programm einzustellen und die MDR-Popwelle unter einem neuen Namen zu reformieren. Letzter amtierender Programmchef von MDR Life, der den Übergang zu Jump FM organisierte, war Frank-Georg Kneib, der auf den zwischenzeitlichen Programmchef Jürgen Vogel gefolgt war. Der letzte gespielte Titel von MDR Life am 31. Dezember 1999 war The Final Countdown von Europe.
Am 1. Januar 2000 wurde der Neubeginn unter dem Namen Jump FM schließlich umgesetzt. Programmchef wurde der damals auch für das Jugendprogramm Sputnik verantwortliche Michael Schiewack. Der erste Song, der auf Jump FM gespielt wurde, war Gimme All Your Lovin von Martay feat. ZZ-Top in der Programmstrecke „In the Mix“. Um sechs Uhr morgens begann das moderierte Programm mit der Morgensendung „Jump FM Quickstart“. Aufgrund einer Klage des Berliner Senders Jam FM (wegen Ähnlichkeiten in der Aussprache und der daraus hervorgehenden Verwechslungsgefahr) musste der Name wenige Wochen nach Sendestart in Jump verkürzt werden. Das hatte zur Folge, dass binnen kürzester Zeit sämtliche Jingles überarbeitet werden mussten. Einige Tage lang gaben die Moderatoren im Programm „Der Sender, der bis auf Weiteres nur noch ‚Jump‘ heißt“ als Sendernamen aus. Zu diesem Zeitpunkt sendete Jump ein Musikprogramm, das auch aus aktuellen Pop-, Dance- und Rockhits bestand. Ab 2003 orientierte man sich zunehmend auf Modern Rock und German Rock/Pop. Diese Musikrichtung wurde mit der Einführung der beim Patentamt registrierten Wortmarke „Rockenberg“ untermauert. Unter dem Namen „Die neue Jump Morningshow mit Rockenberg & Sunny“ ging ab 2006 Moderator Jörg Spranger als „Tino Rockenberg“ auf Sendung. Die Morgensendung mit Rockenberg gab es insgesamt fünf Jahre – allerdings mit wechselnden Co-Moderatorinnen.
Im Gegensatz zu dem vom MDR für Jugendliche veranstalteten Programm MDR Sputnik, setzte Jump bis zum 29. August 2011 kaum auf informierende oder journalistische Wortbeiträge. Prägender Bestandteil des Programms war chartsorientierte (Rock-)Musik. Daneben spielten unterhaltende Moderationen und Eigenwerbung eine Rolle. Ein Programmschema mit festen Sendungen gab es bis auf die „Morningshow“ und einige wenige wechselnde Programmelemente nicht. Laut einer Studie der Thüringer Landesmedienanstalt lag der informierende Wortanteil bei 13 Prozent, was relativ gering war und sogar geringfügig unter dem Wert der Privatradiosender lag.
Im März 2011 verließ Schiewack den Sender. Von März bis zum 22. September 2011 war MDR-Hörfunkdirektor Johann-Michael Möller kommissarisch auch Programmchef von Jump. Möller war maßgebend verantwortlich für die grundlegende Programmreform vom 29. August 2011, mit der das Programm auch begann, das MDR-Signet im Namen zu tragen. Die Moderation der Morningshow übernahmen fortan Sarah von Neuburg und Lars-Christian Karde. Am 23. September 2011 ernannte MDR-Hörfunkdirektor Möller den gebürtigen Dresdner Ulrich Manitz zum Wellenchef des Senders, der im April 2024 nach Magdeburg zu MDR Sachsen-Anhalt wechselte und dort Programmchef wurde. Im August 2024 wurde die bisherige Moderatorin Sissy Metzschke Programmchefin des Senders.

Logo bis 28. August 2011
Logo von 29. August 2011 bis 17. November 2022
Logo seit 18. November 2022

## Programm
Station-Voice von MDR Jump ist Jan Garcia. Das aktuelle Jinglepaket wurde vom Unternehmen jamXmusic produziert, der Musik-Claim des Senders lautet: „Im Osten zu Hause und immer deine Lieblingshits“. Gespielt werden überwiegend die Hits von den 2000ern bis zur Gegenwart, dazu kommen einzelne Titel aus den 1980er und 1990er Jahren.
In allen Sendestrecken gibt es neben viel Musik auch informierende und journalistische Wortbeiträge, zudem wird auch regionalen Themen Beachtung geschenkt. Journalistisches Herzstück des Programms ist „MDR Jump – Die Themen des Tages“, ein Format mit Beiträgen zu regionalen, nationalen und weltweiten Themen vom jeweiligen Tag. Hierbei greift MDR Jump auf ARD-Korrespondenten und Reporter des MDR zurück.

### Programmschema
Seit dem 2. Januar 2025 wird das Programm von MDR Jump montags bis freitags von 5:00 Uhr bis 20:00 Uhr sowie am Wochenende und feiertags von 6:00 Uhr bis 19:00 Uhr ausgestrahlt. In der restlichen Zeit übernimmt MDR Jump im Rahmen eines Gemeinschaftsprogramms die Sendungen Pop – Die Abendshow sowie die ARD-Popnacht vom Südwestrundfunk, produziert von SWR3. In der Sendung „In The Mix“ am Sonnabendabend wird nicht moderiert. Hier läuft Musik nonstop, unterbrochen nur durch stündliche Nachrichten, Wetter und Verkehr (übernommen von MDR Aktuell).
Montag bis Freitag
- 05 Uhr: MDR Jump Morningshow (mit Sarah von Neuburg und Lars-Christian Karde)
- 10 Uhr: MDR Jump – Bei der Arbeit (Boulevard und Stars, Musik, Service; mit Bernadette Hirschfelder, Christopher Löwe oder Anny Cammerer)
- 14 Uhr: MDR Jump – Der Feierabendcountdown (Tipps, Trends, Comedy; mit Nora Sanne und Timo Close)
- 19 Uhr: MDR Jump am Abend – die Themen des Tages (Informationen und Zeitgeschehen; mit Matthias Rohrschneider oder Felix Schmutzer)
- 20 Uhr: MDR Jump Pop – Die Abendshow (mit Marcus Barsch oder Michael Reufsteck)
- 00 Uhr: ARD-Popnacht

Sonnabend
- 06 Uhr: MDR Jump am Morgen (mit Christopher Löwe, Matthias Karpe oder Felix Schmutzer)
- 10 Uhr: MDR Jump am Wochenende (14 Uhr Moderatorenwechsel) (mit Anny Cammerer, Felix Schmutzer, Bernadette Hirschfelder, Sissy Metzschke, Timo Close oder Matthias Karpe)
- 18 Uhr: MDR Jump In The Mix
- 19 Uhr: MDR Jump Pop – Die Abendshow
- 00 Uhr: ARD-Popnacht

Sonntag
- 06 Uhr: MDR Jump am Sonntagmorgen (mit Christopher Löwe, Matthias Karpe oder Timo Close)
- 10 Uhr: MDR Jump am Sonntag(Vor-)Mittag (mit Sissy Metzschke) (ab 12 Uhr Laufen die Trends)
- 14 Uhr: MDR Jump am Sonntagnachmittag (mit Anny Cammerer oder Felix Schmutzer)
- 18 Uhr: MDR Jump Made in Germany (mit Matthias Karpe, Felix Schmutzer oder Christopher Löwe)
- 19 Uhr: MDR Jump Pop – Die Abendshow
- 00 Uhr: ARD-Popnacht

Die Sendungen am Wochenende werden in der Regel von Bernadette Hirschfelder, Timo Close, Anny Cammerer, Matthias Karpe, Felix Schmutzer, Christopher Löwe und Sissy Metzschke im Wechsel moderiert. Sie kommen auch als Vertretung für die Sendungen unter der Woche zum Einsatz.
Für die Verkehrsmeldungen ist montags bis freitags von 5:00 Uhr bis 12:30 Uhr der Redakteur Fabian Magerhans aus dem MDR-Jump-Verkehrszentrum zuständig, außerhalb dieser Zeit übernehmen dies die Moderatoren selbst.

## Hörerzahlen
Die Hörerakzeptanz von MDR Jump drückt sich in den Erhebungsauswertungen der Arbeitsgemeinschaft Media-Analyse e. V. (agma) in der Media-Analyse Audio (ma Audio) aus. Demnach hören täglich bundesweit 1,127 Millionen Menschen MDR Jump, davon 962.000 im MDR-Sendegebiet Sachsen, Sachsen-Anhalt und Thüringen (ma 2025 Audio II).

## Community
Im November 2008 brachte der Sender eine Online-Community an den Start. Innerhalb eines halben Jahres haben sich 10.000 Hörer angemeldet. Seit Anfang 2009 gab es von Sonntag bis Freitag ab 20 Uhr eine vierstündige Radiosendung, die sich hauptsächlich mit den Themen der Community beschäftigte. Ab dem 29. August 2011 wurde die „Community-Show“ nur noch am Donnerstagabend ausgestrahlt. Im Jahr 2014 wurde die Sendung aus dem Programm genommen. Der Sender ist auf Facebook aktiv und hat dort über 330.000 Fans. Auf Instagram postet der Sender Inhalte aus dem Programm, sowie aus den Bereichen: Musik, Boulevard, besser Leben und Comedy mit sendereigenen Accounts. Die Einträge und Postings werden von der sendereigenen Onlineredaktion moderiert. Auf YouTube ist MDR Jump ebenfalls vertreten, hier werden vor allem Interviews mit Stars auf dem Kanal veröffentlicht.